# 9194 Ananoff
9194 Ananoff eller 1992 OV2 är en asteroid i huvudbältet som upptäcktes den 26 juli 1992 av den belgiske astronomen Eric W. Elst vid La Silla-observatoriet. Den är uppkallad efter Alexandre Ananoff.
Asteroiden har en diameter på ungefär 4 kilometer.